# Ebersdorf
Ebersdorf település Németországban, azon belül Alsó-Szászország tartományban. Lakosainak száma 1056 fő (2023. december 31.).

## Népesség
A település népességének változása:
| Lakosok száma | 1061 | 1062 | 1068 | 1035 | 1055 | 1056 |
|               | 2016 | 2017 | 2019 | 2021 | 2022 | 2023 |